# Viozene
Viozene (A Viuṡèna in dialetto brigasco,  Viużènna o Viuzèna in dialetto ormeasco), è una frazione del Comune di Ormea, nell'Alta Valle Tanaro, Alpi Liguri, in provincia di Cuneo, confinante con quella di Imperia.

## Storia

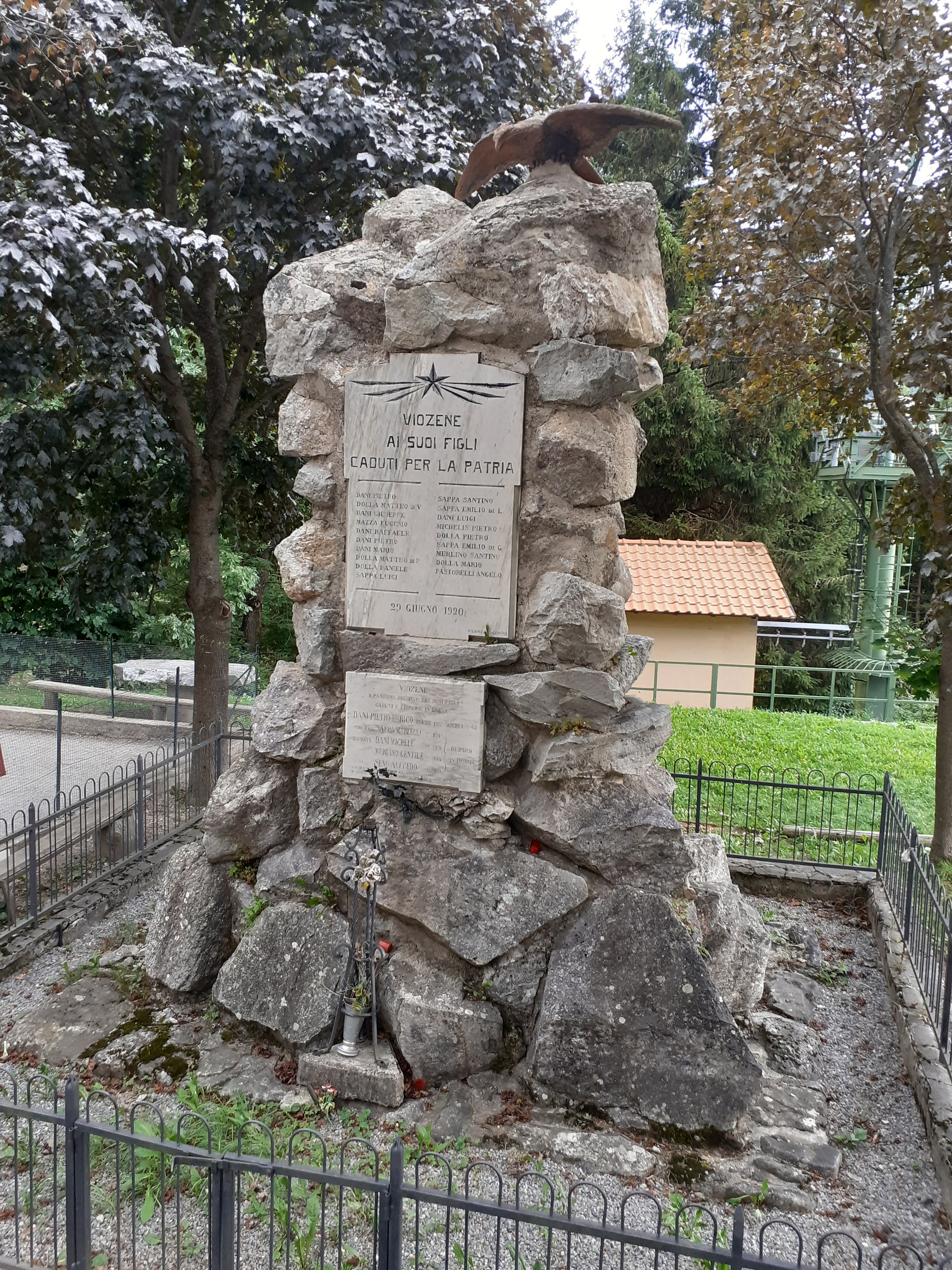
Monumento ai caduti

Una fantasiosa para-etimologia popolare fa derivare il suo nome da "Via de Zéna" (cioà "via di Genova"), a testimonianza dell'antico commercio fra Liguria e Piemonte, soprattutto di olio d'oliva e di sale, effettuato sui sentieri di montagna per mezzo di muli. Tutti i più autorevoli storici e studiosi del passato, vedono però nel suo nome, che storicamente abbraccia l'ampia regione posta fra Quarzina e la Colla di Carnino e tra il Tanaro-Negrone e le creste di spartiacque, il relitto toponomastico della antichissima presenza di una stazione alpestre dei Liguri Vagenni. - È un fatto che la sua denominazione nei documenti più antichi e fino al sec. XIX° sia un femminile plurale: "le Viozene", ossia un insieme di "Alpi", cioè di pasturature estive, o "Alpi della Viozena".

## Descrizione

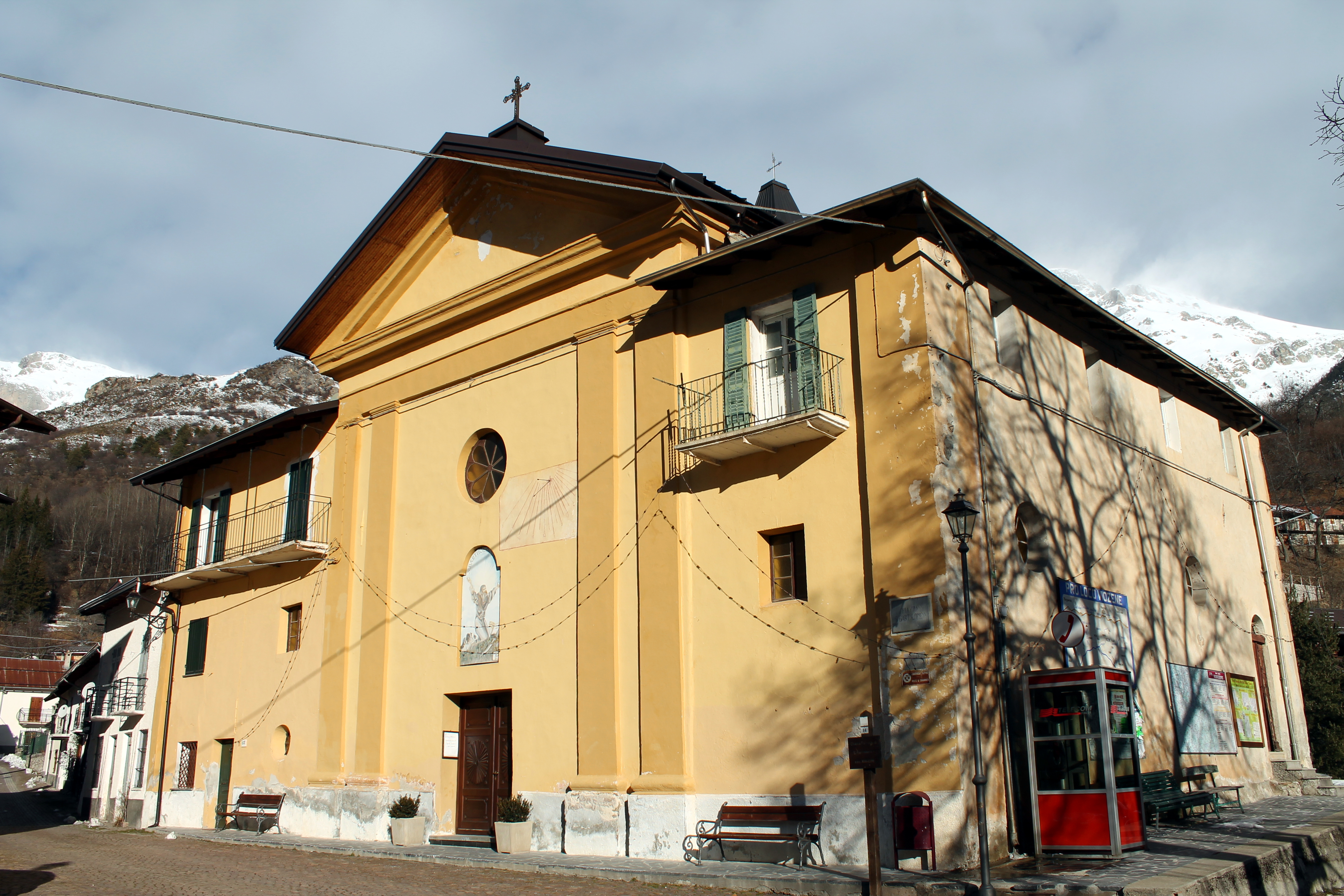
La parrocchiale di San Bartolomeo

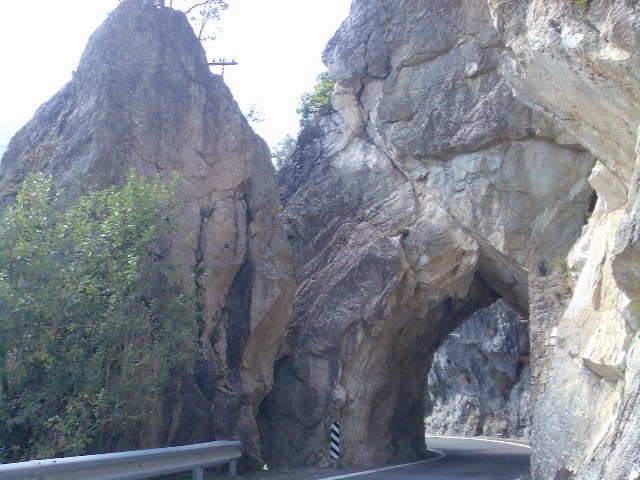
Il passo delle Fascette, verso Upega

La frazione è dominata dal massiccio del Monte Mongioie, e fa parte della cosiddetta Terra Brigasca, dove si parla il brigasco, un particolare dialetto di transizione tra ligure e occitano.
Tipico paesino di montagna (1248 m s.l.m.) che si popola nella stagione estiva per la villeggiatura, dista dal capoluogo, Ormea, una quindicina di chilometri e lo si raggiunge dalla frazione di Ponte di Nava, ove il fiume Tanaro divide le province di Cuneo e di Imperia. Oggi con il nome di "Viozene", anche per la cartografia ufficiale si intende la borgata principale (e non più l'ampia regione storica legata a questo nome citata in precedenza) intorno alla chiesa di San Bartolomeo, che invece è conosciuta dai viozenesi come borgata dei "Patagni". L'ampio territorio delle Viozene comprende oltre ai Patagni, numerose altre borgate ossia "Ruà" oggi frequentate solo in estate, ma che nel loro insieme hanno toccato a fine ottocento il rispettabile numero di 1 150 abitanti, esse sono: Merea, Fasce, Caccino, Logne, Pornassino, Pian del Fo, Celle, Toria, Cuchera, Piumini, Giugato, Talea, Mussi, Montenegro, Le Pianche. Altre esistite in passato sono oggi scomparse o ridotte a qualche rovina, come Le Vallette sotto il Castellazzo di Carnino, le case "ar Pèa" (il Pero) non lontane da Toria, Zan Pèa (Gio Piero) sotto Pornassino, Capun, Crocetta, Coppino, Tamburlo.
Di particolare interesse, oltre alle innumerevoli attività escursionistiche, alpinistiche e speleologiche sul massiccio del Monte Mongioie, la "piccola Dolomite" delle Alpi Liguri, sono le sue bellezze naturalistiche, come il Passo delle Fascette, canyon circondato da rocce e falesie caratterizzato dalla presenza di 50 cavità carsiche rilevate dagli speleologi a partire dagli anni 20 e da una complessa rete ipogea che determina singolari percorsi delle acque che stagionalmente spariscono e ricompaiono a formare la testata del Tanaro. A monte della Gola, vi è inoltre il suggestivo villaggio di Upega che fa parte del comune di Briga Alta assieme a Carnino e Piaggia, ove si producono formaggi d'alpeggio e da dove si raggiunge il famoso Bosco delle Navette, particolare per la sua flora e per il gran numero di larici ancora presenti nella zona.
Viozene, con altre località montane, fa parte della Terra Brigasca, zona alpina di cultura e tradizioni pastorali a cavallo fra Italia e Francia.